# کمی اتریج
کمی اتریج (انگلیسی: Kamie Ethridge؛ زادهٔ ۲۱ آوریل ۱۹۶۴) بازیکن سابق و مربی بسکتبال اهل ایالات متحده آمریکا است.
وی در مسابقات کشوری و بین‌المللی در مجموع برندهٔ ۴ مدال طلا شده‌است.